# Campeonato Mundial de Fórmula E de 2025–26
O Campeonato Mundial de Fórmula E de 2025–26 será a décima segunda temporada do campeonato de automobilismo para veículos elétricos reconhecido pela Federação Internacional de Automobilismo (FIA), como a categoria mais alta entre as competições de monopostos elétricos.

## Pilotos e equipes
Os seguintes pilotos e equipes estão sob contrato para participar do Campeonato Mundial de Fórmula E de 2025–26:
| Equipe                           | Trem de força | N°             | Piloto             |
| -------------------------------- | ------------- | -------------- | ------------------ |
| Andretti Formula E               | Porsche       | 27             | Jake Dennis        |
| Andretti Formula E               | Porsche       | por anunciar   |                    |
| Cupra Kiro                       | Porsche       |                | por anunciar       |
| Cupra Kiro                       | Porsche       | por anunciar   |                    |
| DS Penske                        | DS            | 7              | Maximilian Günther |
| DS Penske                        | DS            | Taylor Barnard |                    |
| Envision Racing                  | Jaguar        | 16             | Sébastien Buemi    |
| Envision Racing                  | Jaguar        | por anunciar   |                    |
| Jaguar TCS Racing                | Jaguar        | 9              | Mitch Evans        |
| Jaguar TCS Racing                | Jaguar        | por anunciar   |                    |
| Lola Yamaha ABT Formula E Team   | Lola-Yamaha   | 22             | Zane Maloney       |
| Lola Yamaha ABT Formula E Team   | Lola-Yamaha   | por anunciar   |                    |
| Mahindra Racing                  | Mahindra      |                | por anunciar       |
| Mahindra Racing                  | Mahindra      | por anunciar   |                    |
| Maserati MSG Racing              | Maserati      |                | por anunciar       |
| Maserati MSG Racing              | Maserati      | por anunciar   |                    |
| Nissan Formula E Team            | Nissan        | 17             | Norman Nato        |
| Nissan Formula E Team            | Nissan        | Oliver Rowland |                    |
| TAG Heuer Porsche Formula E Team | Porsche       | 94             | Pascal Wehrlein    |
| TAG Heuer Porsche Formula E Team | Porsche       | por anunciar   |                    |

### Mudanças nas equipes
Após três anos competindo na categoria, em abril de 2025, a McLaren Formula E Team anunciou que deixaria a Fórmula E após o término da temporada de 2024–25.

## Calendário
Os seguintes e-Prixes estão sob contrato para fazer parte do Campeonato Mundial de Fórmula E de 2025–26:
| ePrix  | ePrix                     | País           | Circuito                                  | Data                    |
| ------ | ------------------------- | -------------- | ----------------------------------------- | ----------------------- |
| 1      | ePrix de São Paulo        | Brasil         | Circuito Urbano de São Paulo              | 6 de dezembro de 2025   |
| 2      | ePrix da Cidade do México | México         | Autódromo Hermanos Rodríguez              | 10 de janeiro de 2026   |
| 3      | ePrix de Miami            | Estados Unidos | Homestead-Miami Speedway                  | 31 de janeiro de 2026   |
| 4      | ePrix de Gidá             | Arábia Saudita | Circuito da Corniche de Gidá              | 13 de fevereiro de 2026 |
| 5      | ePrix de Gidá             | Arábia Saudita | Circuito da Corniche de Gidá              | 14 de fevereiro de 2026 |
| 6      | ePrix de Madri            | Espanha        | Circuito del Jarama                       | 21 de março de 2026     |
| 7      | ePrix de Berlim           | Alemanha       | Circuito Urbano do Aeroporto de Tempelhof | 22 de maio de 2026      |
| 8      | ePrix de Berlim           | Alemanha       | Circuito Urbano do Aeroporto de Tempelhof | 23 de maio de 2026      |
| 9      | ePrix de Mônaco           | Mônaco         | Circuito de Mônaco                        | 16 de maio de 2026      |
| 10     | ePrix de Mônaco           | Mônaco         | Circuito de Mônaco                        | 17 de maio de 2026      |
| 11     | Por confirmar             | Por confirmar  | Por confirmar                             | 30 de maio de 2026      |
| 12     | Por confirmar             | Por confirmar  | Por confirmar                             | 20 de junho de 2026     |
| 13     | ePrix de Xangai           | China          | Circuito Internacional de Xangai          | 4 de julho de 2026      |
| 14     | ePrix de Xangai           | China          | Circuito Internacional de Xangai          | 5 de julho de 2026      |
| 15     | ePrix de Tóquio           | Japão          | Circuito Urbano de Tóquio                 | 25 de julho de 2026     |
| 16     | ePrix de Tóquio           | Japão          | Circuito Urbano de Tóquio                 | 26 de julho de 2026     |
| 17     | ePrix de Londres          | Reino Unido    | ExCeL London                              | 15 de agosto de 2026    |
| 18     | ePrix de Londres          | Reino Unido    | ExCeL London                              | 16 de agosto de 2026    |
| Fonte: |                           |                |                                           |                         |

### Mudanças no calendário
- O ePrix de Jacarta não retornará ao calendário, deixando a Indonésia sem uma corrida na décima segunda temporada.
- O ePrix de Miami mudará novamente de local: após apenas um ano de corrida no Homestead-Miami Speedway, a corrida será transferida para o Autódromo Internacional de Miami, local que também sedia o Grande Prêmio de Miami de Fórmula 1.[17]
- O ePrix de Madri fará sua estreia no Circuito del Jarama, após a pista sediar o teste de pré-temporada da décima primeira temporada, quando o Circuito Ricardo Tormo ficou indisponível devido a inundações na região.[18]